# Tātārdeh
Tātārdeh (persiska: تاتارده) är en ort i Iran.   Den ligger i provinsen Zanjan, i den nordvästra delen av landet, 300 km väster om huvudstaden Teheran. Tātārdeh ligger 1 522 meter över havet och antalet invånare är 302.
Terrängen runt Tātārdeh är lite kuperad. Runt Tātārdeh är det ganska glesbefolkat, med 34 invånare per kvadratkilometer. Närmaste större samhälle är Garm Āb, 14,3 km sydost om Tātārdeh. Trakten runt Tātārdeh består i huvudsak av gräsmarker.